# آن ماري إرفينغ
آن ماري إرفينغ (بالإنجليزية: Anne-Marie Irving) هي لاعب هوكي الحقل نيوزيلندية، ولدت في 16 فبراير 1977.

## وصلات خارجية
- آن ماري إرفينغ على موقع أوليمبيديا (الإنجليزية)
- آن ماري إرفينغ على موقع اتحاد ألعاب الكومنولث (مؤرشف) (الإنجليزية)